# 欢乐农家
《欢乐农家》是刘继书指导，郭柏松等人出演的一部电视剧，该剧主要讲述的是生活在农村的，万家人的喜怒哀乐。

## 剧情简介
生活在农村的万家人为了让生活变好，于是做出了很多令人啼笑皆非的事情。

## 演员表
- 柏青
- 郭柏松
- 姜文艺
- 王晓曦
- 李菁菁

## 职员表
- 总监制：李耀、李刚
- 监制：汪国辉、张华、戚晚东、庄学军
- 顾问：刘长德
- 责任编审：郑晓华、吴兆龙
- 责任编导：卢枫霖、刘津津
- 编剧：王宁、孙春平、津子围
- 摄像：唐平
- 美术：明建国
- 录音：冯景山、赵文友
- 执行制片人：白羽
- 制片人：唐民、廉振华
- 导演：刘继书
- 出品人：朱彤、张虹娟

## 所获奖项
- 第 25 届“飞天奖”中，《欢乐农家》获得优秀系列剧奖。[4][5]

## 相關連結
- 豆瓣电影上《欢乐农家》的資料 （简体中文）
- 央视网链接 （页面存档备份，存于）